# Ichneumon fuscifrons
Ichneumon fuscifrons là một loài tò vò trong họ Ichneumonidae.